# ISO 7810

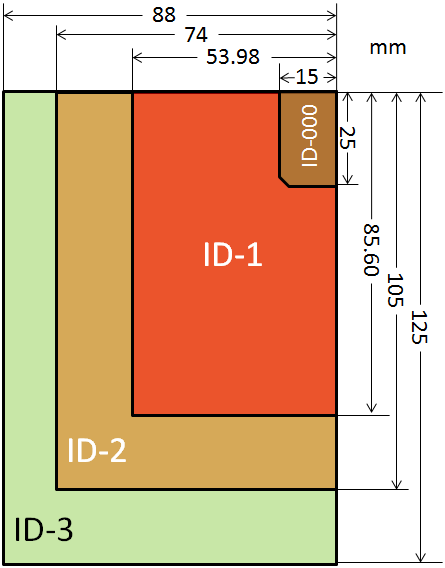
ISO 7810示例

ISO 7810，是身份证、银行卡等尺寸的国际标准，分为ID-1、ID-2、ID-3及ID-000四种。当前采纳的版本为2019年版。
| 样式   | 尺寸             | 用途                   |
| ------ | ---------------- | ---------------------- |
| ID-1   | 85.60 × 53.98 mm | 绝大多数银行卡及身份证 |
| ID-2   | 105 × 74 mm      | 签证                   |
| ID-3   | 125 × 88 mm      | 护照                   |
| ID-000 | 25 × 15 mm       | SIM卡                  |

## ID-1
ID-1的規定尺寸為85.60×53.98毫米（3.370×2.125英寸），常用於身份證、銀行卡（如提款卡、信用卡）、駕照、個人名片，以及商店發出的忠實顧客卡等。
其長寬比與黃金分割（1.618:1）接近。
- ISO 7813規範ID-1塑膠銀行卡的附加特性，包括0.76毫米厚度，及3.18毫米半徑的圓角。

## ID-2
ID-2的規定尺寸為105×74毫米（4.134×2.913英寸），與A7尺寸相同，比ID-1稍大，容納更清晰的容貌照片，仍可置於錢包中。此標準目前為绝大多数签证所使用。
此标准也曾用于旧版德國身分證（2010年10月以前）、法国身份证（2021年3月以前）及芬兰瑞典等国的驾照，但目前已被ID-1型所取代。

## ID-3
ID-3的規定尺寸為125 × 88毫米（4.921 × 3.465英寸），與B7尺寸相同，主要用於護照上。

## ID-000
ID-000的規定尺寸為25 mm × 15 mm，是mini SIM(2FF)所采用的尺寸，现在正逐渐被更小尺寸的Sim卡取代。

## 外部連結
- ISO/IEC 7810:2019 （页面存档备份，存于）